# Quintes
Quintes es uno de los pueblos más occidentales del municipio de Villaviciosa. Está situado en la margen izquierda del río España, a 17 km de Villaviciosa y unos 14 km de Gijón. Es un pueblo costero con acantilados que se desploman sobre el Cantábrico desde alturas considerables. La playa España, en la desembocadura del río del mismo nombre, recibe un gran número de visitantes a lo largo del año, especialmente en el periodo estival.

## Cómo llegar
Para llegar hasta el pueblo, desde Gijón, tomamos la carretera N-632 en dirección a Villaviciosa y, a doce kilómetros de Gijón, en la Venta de La Esperanza, nos desviamos a la izquierda hacia Quintes y la playa España. También podemos tomar la A-8 en dirección Santander y a unos 7 min. Nos toparemos con la salida de Quintes, que nos llevará hasta la Venta de la Esperanza. Desde el cruce hasta el centro del pueblo, tomando como tal la iglesia y la escuela hay unos dos kilómetros.

## Extensión y Población
Está formado por la entidad de Quintes, con los barrios de Santa Ana y Medio, y la entidad de Cimadevilla. Tiene una extensión aproximada de cinco kilómetros cuadrados y unos setecientos habitantes, cifra que llega a duplicarse en la época estival y periodos vacacionales.
Desde antiguo la población se dedicó a la agricultura y la ganadería, pero en la actualidad son las actividades del sector secundario las que predominan, y también gentes ocupadas en el sector servicios.
Mención aparte merecen las canteras de piedra arenisca de gran tradición en la zona.
En 2021 contaba con 696 habitantes.

## Relieve
Quintes ocupa una rasa litoral limitada al este por el valle del río España y partida en dos por la "Riega de Escalera" que origina una pequeña depresión que corre de sur a norte y separa los barrios de Santa Ana y Medio.
Sus terrenos son predominantemente llanos si exceptuamos la citada depresión y la parte correspondiente al valle del España que es más pendiente.

## Clima
El clima es húmedo y con temperaturas generalmente suaves.

### Flora y fauna
Las tierras de Quintes están ocupadas principalmente por prados, pomaradas y tierras de cultivo en las zonas llanas, en las inmediaciones del río España hay bosques de eucaliptos, unos pocos árboles autóctonos (laureles, castaños, robles y avellanos principalmente), y algunos matorrales de helechos, tojos y zarzas.
La fauna salvaje es la típica de una zona costera con algunas aves marinas: gaviotas, halcones..., aves migratorias: golondrinas, tordos, arceas, estorninos...; en los bosques hay comadrejas, ardillas, jabalíes y zorros.

## Gastronomía
Les fabes, que aún se producen en gran cantidad y los pescados y mariscos de la zona constituyen la base de la gastronomía típica del pueblo. Platos como la fabada, les fabes con almejes (alubias con almejas), oricios (erizos de mar), llámpares (lapas), quisquilla, andariques (nécoras), centollos, congrios, llobinas (lubinas) y barbaes (barbadas) hacen las delicias de los paladares más exigentes. Todo ello regado con sidra de la tierra, que también se produce en abundancia, tanto en llagares particulares como industriales.

## Fiestas
Tienen gran renombre las fiestas de Santa Ana que se celebran el 26, 27 y 28 de julio. Durante las mismas los prados se erizan de tiendas de campaña y, la gran cantidad de jóvenes y no tan jóvenes que a ellas acuden, hacen que se hayan masificado en exceso. 
Hay además otras fiestas a lo largo del año, cabe destacar la fiesta que se celebra el 20 de enero en honor de San Fabián y San Sebastián, los patronos del pueblo.
No hay que olvidar el Festival Gastronómico de la Llámpara, que se celebra en primavera en Quintes, organizado por la Sociedad Cultural Recreativa Clarín de Quintes en colaboración con hosteleros.